# Pritha condita
Pritha condita är en spindelart som först beskrevs av O. Pickard-Cambridge 1873.  Pritha condita ingår i släktet Pritha och familjen Filistatidae. Inga underarter finns listade i Catalogue of Life.